# Curios pseudosauteri
Curios pseudosauteri is een keversoort uit de familie glimwormen (Lampyridae). De wetenschappelijke naam van de soort werd voor het eerst geldig gepubliceerd in 2004 door Geisthardt.